# Boris Neveu
Pour les articles homonymes, voir Neveu.
Boris Neveu, né le 12 avril 1986 à Lourdes, est un ancien kayakiste français pratiquant le slalom entre 2001 et 2024. Il est double champion du monde de kayak monoplace (K1) en 2014 et en 2021.

## Carrière

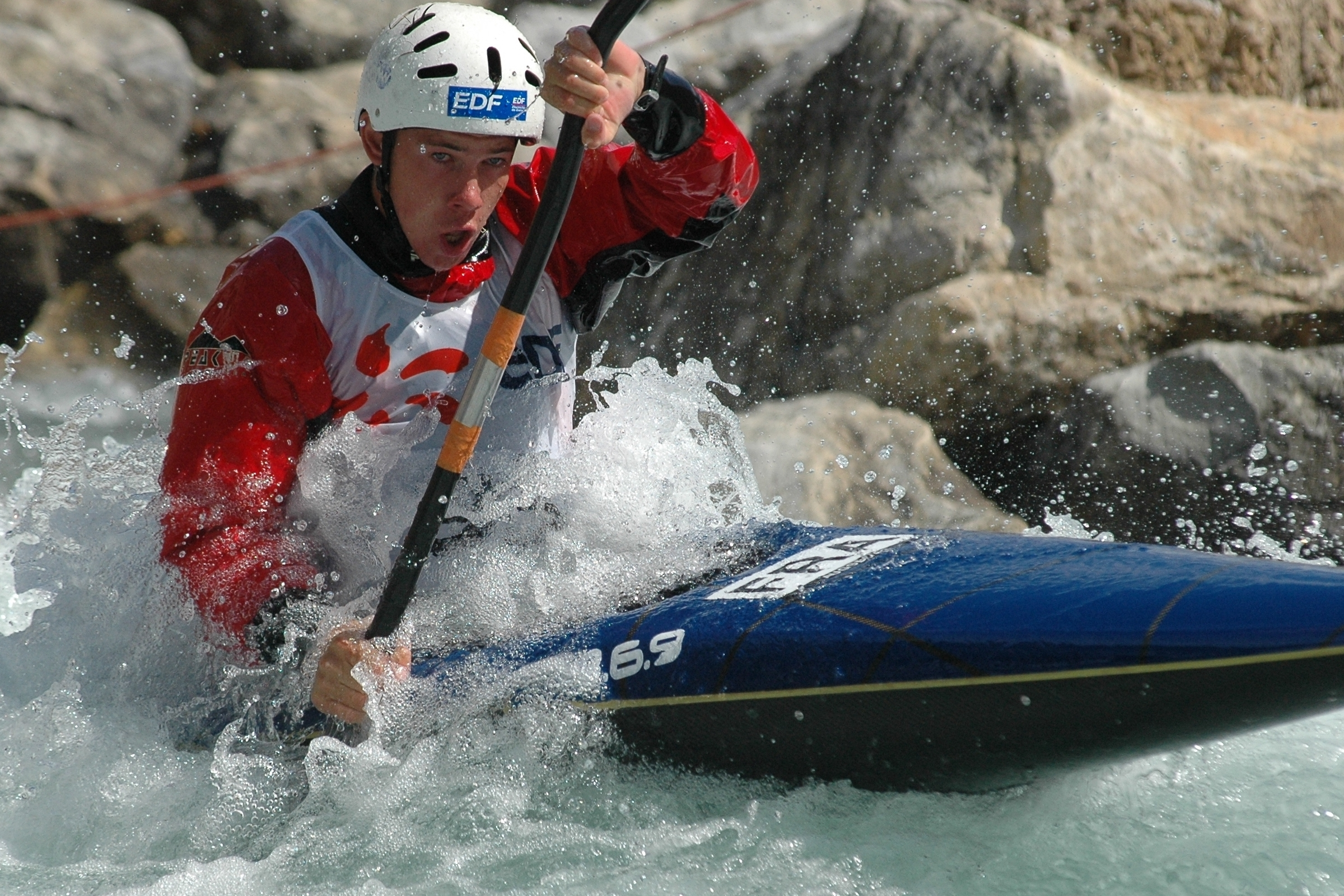
Boris Neveu aux championnats de France 2005 sur le stade Claude Peschier de Bourg Saint Maurice

Boris Neveu commence le kayak vers l'âge de cinq ans, sur proposition de ses parents. Il se lance dans la compétition de slalom assez tardivement, après avoir arrêté ses autres activités et ses résultats dans les catégories de jeunes montrent une progression régulière, sans être fulgurante : médaillé de bronze aux championnats de France cadets (15-16 ans) en kayak monoplace slalom (K1) en 2002 à Foix, puis vice-champion de France juniors (17-18 ans) en 2004 à l'Argentière-la-Bessée, il est alors en concurrence avec d'autres futurs médaillés internationaux comme Samuel Hernanz (futur international espagnol et grand ami de Boris), Sébastien Combot et Pierre Bourliaud. Il accède à la Nationale 1, le plus haut échelon français, lors de sa deuxième année chez les juniors, en 2004, et profite de cette année pour gagner sa première médaille internationale en étant champion du monde junior par équipe (associé notamment Samuel Hernanz). Il intègre également rapidement le Pôle France de Pau.
Dès lors, son ascension vers les sommets de la hiérarchie va devenir de plus en plus nette : vainqueur d'une course de N1 pour la première fois en 2005 à Épinal , il participe à ses premières courses internationales chez les seniors en 2005 (il finira sur le podium à Augsbourg) puis accède à l’Équipe de France A en 2006, où il remporte la médaille d'or aux Championnats du monde de slalom 2006 à Prague en K1 par équipe (avec Fabien Lefèvre et Julien Billaut). Il devient Champion de France sénior pour la première fois en 2007. Les années suivantes sont celles de la consolidation : il forme à Pau, au stade d’eaux vives Pau Béarn Pyrénées, avec Tony Estanguet et Emilie Fer un petit groupe axé sur la recherche d'or aux Jeux Olympiques de Londres. Sylvain Curinier devient son entraîneur attitré à cette époque.
Les résultats ne tardent pas à arriver, et 2009 est une année faste : médaillé d'argent lors des Championnats du monde de slalom 2009 à La Seu d'Urgell en K1, il est également cette même année vice-champion d'Europe à Nottingham en individuel (3e par équipe), tout en collectant deux autres médailles aux championnats du monde organisés pour les moins de 23 ans : l'or par équipe et l'argent en individuel. Il devient par la suite un pilier de l’Équipe de France, médaillé d'argent en K1 par équipes aux Mondiaux de 2010 et de 2011, sans toutefois passer à l'échelon supérieur en individuel, où il ne parvient pas à se hisser sur la plus haute marche du podium.
2012 marque pour lui l'année de la rupture : en cette année olympique, une seule personne représentera la France aux JO de Londres. Les sélections, qui se déroulent à Pau, sont extrêmement relevées, avec notamment Fabien Lefèvre et Benoît Peschier qui font valoir leur expérience mais c'est Boris qui semble en sortir vainqueur au soir de la dernière course de sélection. 30 minutes après le dernier passage de concurrents, alors qu'on commence à le féliciter pour son "billet" pour Londres, on apprend que c'est finalement Etienne Daille qui est le vainqueur. Le coup est rude pour Boris, qui mettra du temps à digérer cet épilogue même si le fait que ses partenaires d'entraînement Tony Estanguet et Emilie Fer décrochent l'or olympique lui montrera que la voie suivie est la bonne. 
La reconstruction commence par une médaille de bronze en K1 par équipes aux Championnats du monde de slalom 2013 à Prague avec Étienne Daille et Mathieu Biazizzo, mais les résultats individuels sont encore un peu décevants à son goût. Galasport, son fournisseur historique de kayaks, lui accorde cependant une confiance accrue en lui permettant de dessiner ses propres embarcations.
Le 20 septembre 2014 à Deep Creek (États-Unis), Boris Neveu remporte son premier titre mondial individuel en kayak monoplace (K1). Il mène à cette occasion un triplé inédit des pagayeurs français, puisque Sébastien Combot et Mathieu Biazizzo terminent médaillés d'argent et de bronze, avant de remporter tous les trois conjointement le titre en course par équipe. Dès lors, Boris devient la référence sur le circuit international, qu'il domine assez nettement, remportant notamment les Championnats d'Europe de slalom 2015 à Markkleeberg, même si cette domination est brutalement stoppé par une décevante 11e place aux Championnats du Monde 2015 de Londres.
Sa saison 2016 est marquée par une nouvelle désillusion olympique : alors qu'il est largement favori des courses de sélection, il est dominé sur l'ultime course pour 6 centièmes de secondes par Sébastien Combot, échouant ainsi à gagner un ticket olympique qui sera attribué à son rival lannionais.
Lors de l'olympiade 2016-2020, il est un peu plus en retrait au niveau international. Malgré quelques performances de premier ordre, telles qu'aux Championnats d'Europe de slalom 2017 à Tacen, où il remporte la médaille d'argent en K1 slalom par équipes, il redescend un peu dans la hiérarchie mondiale en slalom. Il profite cependant de cette occasion pour participer à quelques compétitions de slalom extrême, remportant notamment deux titres de vice-champion du monde dans cette discipline.
Il remporte avec Mathurin Madoré et Quentin Burgi la médaille d'or en kayak par équipes aux Championnats d'Europe de slalom 2020 à Prague.
Il est médaillé d'or en kayak par équipes aux Championnats du monde de slalom 2021 à Bratislava et en individuel.
Il est médaillé de bronze en K1 ainsi qu'en K1 par équipes aux Championnats du monde de slalom 2022.
Il est médaillé de bronze en K1 par équipes aux Championnats d'Europe de slalom de canoë-kayak 2023, qui font partie des Jeux européens de 2023 à Cracovie.
Fin septembre 2024, il met un terme à sa carrière après quinze années.

## Palmarès

### Jeux olympiques
- 2020 Tokyo
  - 7e place en K1 individuel

### Championnats du monde
| - 2006 Prague - en K1 par équipes - 2009 La Seu d'Urgell - en K1 individuel - 2010 Ljubljana - en K1 par équipes | - 2011 Bratislava - en K1 par équipes - 2013 Prague - en K1 par équipes - 2014 Deep Creek - en K1 individuel - en K1 par équipes | - 2017 Pau - en K1 par équipes - en K1 cross - 2018 Rio de Janeiro - en K1 cross | - 2021 Bratislava - en K1 individuel - en K1 par équipes - 2022 Augsbourg - en K1 individuel - en K1 par équipes | - 2023 Londres - en K1 cross - en K1 par équipes |

### Championnats d'Europe
| - 2009 Nottingham - en K1 par équipes - en K1 individuel - 2011 La Seu d'Urgell - en K1 par équipes | - 2012 Augsbourg - en K1 par équipes - 2015 Markkleeberg - en K1 individuel | - 2016 Liptovský Mikuláš - en K1 par équipes - 2017 Tacen - en K1 par équipes | - 2020 Prague - en K1 par équipes - 2023 Cracovie - en K1 par équipes |

### Coupe du monde
|               |                   |                    |       |    |
| Médaille d'or | Médaille d'argent | Médaille de bronze | Total |    |
| K1            | 2                 | 6                  | 5     | 13 |
| K1 cross      | 3                 | 1                  | 1     | 5  |
| Total         | 5                 | 7                  | 6     | 18 |

| N° | Saison | Date               | Bassin           | Rang               | Discipline |
| -- | ------ | ------------------ | ---------------- | ------------------ | ---------- |
| 01 | 2005   | 16 juillet 2005    | Augsbourg        | Médaille de bronze | K1         |
| 02 | 2009   | 28 juin 2009       | Pau              | Médaille d'argent  | K1         |
| 03 | 2011   | 9 juillet 2011     | Markkleeberg     | Médaille d'argent  | K1         |
| 04 | 2012   | 1er septembre 2012 | Bratislava       | Médaille d'argent  | K1         |
| 05 | 2014   | 7 juin 2014        | Lee Valley       | Médaille d'or      | K1         |
| 06 | 2014   | 2 août 2014        | La Seu d'Urgell  | Médaille d'argent  | K1         |
| 07 | 2015   | 20 juin 2015       | Prague           | Médaille d'argent  | K1         |
| 08 | 2015   | 8 août 2015        | La Seu d'Urgell  | Médaille d'or      | K1         |
| 09 | 2017   | 9 septembre 2017   | La Seu d'Urgell  | Médaille d'argent  | K1         |
| 10 | 2018   | 30 septembre 2018  | Rio de Janeiro   | Médaille d'argent  | K1 crossA  |
| 11 | 2019   | 23 juin 2019       | Bratislava       | Médaille de bronze | K1         |
| 12 | 2019   | 8 septembre 2019   | Prague           | Médaille de bronze | K1         |
| 13 | 2021   | 19 juin 2021       | Markkleeberg     | Médaille de bronze | K1         |
| 14 | 2021   | 5 septembre 2021   | La Seu d'Urgell  | Médaille d'or      | K1 cross   |
| 15 | 2022   | 27 août 2022       | Pau              | Médaille de bronze | K1         |
| 16 | 2022   | 28 août 2022       | Pau              | Médaille d'or      | K1 cross   |
| 17 | 2023   | 8 octobre 2023     | Vaires-sur-Marne | Médaille d'or      | K1 cross   |
| 18 | 2024   | 9 juin 2024        | Prague           | Médaille de bronze | K1 crossB  |

A Les Championnats du monde comptaient cette année-là pour le classement de la Coupe du monde de slalom.
B L'étape compte uniquement dans le cadre des qualifications pour les Jeux olympiques de 2024 à Paris (France).
Aucun point n'est attribué pour le classement de la Coupe du monde.